# Бабинці (Болгарія)
Ба́бинці (болг. Бабинци) — село в Ловецькій області Болгарії. Входить до складу общини Тетевен.

## Населення
За даними перепису населення 2011 року у селі проживали 296 осіб, з них 279 осіб (98,9%) — болгари.
Розподіл населення за віком у 2011 році:
Динаміка населення: